# William Foden
William Foden (St. Louis, Misuri, 23 de marzo de 1860 - 9 de abril de 1947) fue un compositor, músico y profesor estadounidense. Foden es considerado el principal guitarrista clásico de Estados Unidos durante la década de 1890 y las primeras décadas del siglo XX.

## Biografía

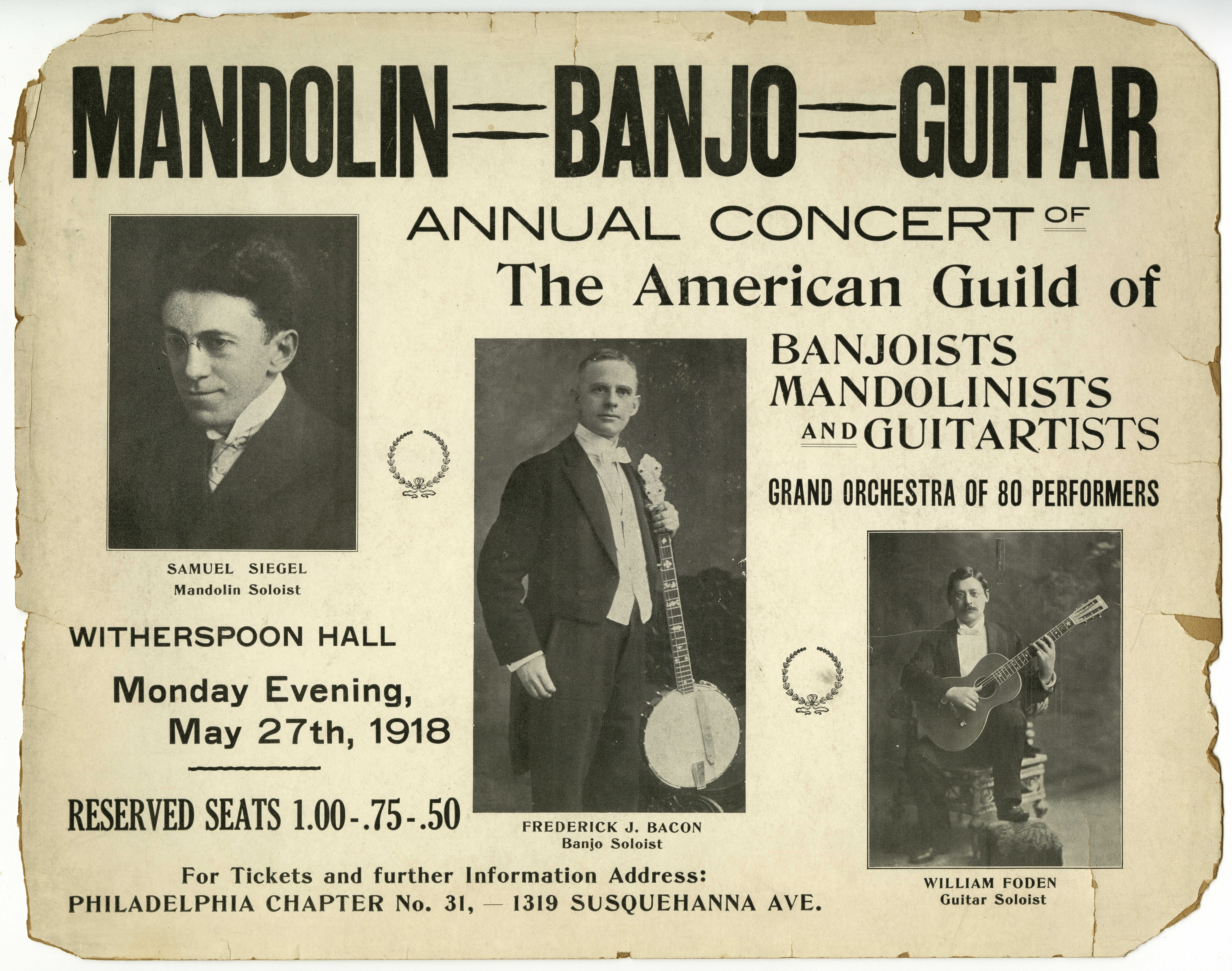
Anuncio del Gremio Americano de banjistas, mandolinistas y guitarristas, 1918. Presentaba destacados instrumentistas del movimiento, el mandolinista Samuel Siegel, el banjista Frederick J. Bacon y el guitarrista William Foden.

Foden nació en St. Louis, Misuri y comenzó con el violín a los 7 años, cambiando a partir de los 16 a la mandolina y la guitarra clásica. Estudió guitarra con William O. Bateman (1825–1883), "un exitoso abogado, grabador musical, guitarrista y compositor de guitarra reconocido a nivel nacional" A los dieciséis años, se convirtió en el director de la orquesta local de mandolina. Su carrera profesional comenzó en la década de 1880, ganando notoriedad nacional a partir de principios de la década de 1890. "Como tenía aversión a viajar y a dejar a su familia, no aprovechó plenamente su creciente fama" hasta 1904, cuando fue invitado a tocar en el Carnegie Hall para la tercera convención anual del Gremio Americano de Banjoistas, Mandolinistas y Guitarristas.
En 1911, Foden y su familia se mudaron a Englewood, New Jersey, cerca de la ciudad de Nueva York, después de una exitosa gira de ocho meses por los Estados Unidos y la Columbia Británica junto con Giuseppe Pettine (mandolina) y Frederick Bacon (banjo), a quienes los periódicos llamaban "El Gran Trío". Desde Englewood, viajó a la ciudad de Nueva York, donde enseñó guitarra y otros instrumentos de trastes en un estudio en la calle 42. Para el editor Wm. J. Smith arregló numerosas obras para orquesta de mandolina, guitarra, banjo, ukelele y guitarra steel hawaiana. Su Gran Método de Guitarra en dos volúmenes (1920, 1921) contiene numerosas composiciones originales, además de casi 50 composiciones solistas publicadas de forma independiente. También dejó más de un centenar de composiciones y arreglos manuscritos.
Foden aparece citado en los catálogos de Washburn y Lyon & Healy desde 1892 hasta principios del siglo XX. En él afirma: "Por su escala absolutamente correcta, facilidad de ejecución, volumen y pureza de tono, considero que los instrumentos Washburn no tienen igual." Sin embargo, comenzó a encargar guitarras Martin para él y sus alumnos a principios de siglo. Los modelos "Foden Special" fueron diseñados entre los años 1912 y 1917, gracias a la colaboración entre la empresa Martin y Foden.

## Música
Según Back (2007), las obras de Foden se pueden dividir en dos categorías: a) composiciones populares ligeras en formas de danza establecidas como valses, marchas y polcas, escritas principalmente para generar ingresos, y b) composiciones originales virtuosas, que incluyen obras con tema y variaciones y a menudo en una forma extendida, para servir como piezas de exhibición en sus propias interpretaciones. Estilísticamente, siguió a compositores europeos más antiguos como Sor, Mertz y Zani de Ferranti, pero Foden siempre es original en sus modulaciones inventivas y su elección inusual de tonalidades. Fue especialmente famoso por su extraordinaria técnica de trémolo.

## Obras seleccionadas
Todo para guitarra (clásica). Las fechas son para publicaciones, no necesariamente para composiciones.
- Celebrated Diamond Clog (Zueco de diamante célebre -1887-)
- Flower Girl Schottische (La niña de las flores Schottische -1887-)
- Il Grande (El Grande -1890-)
- La Ballerina Waltz (1890), también versión para 2 guitarras
- Enchantment (Encantamiento -1892-)
- Chevalier March (Marcha del caballero -1895-)
- Esperanza (1896)
- Grand Valse Caprice (Capricho del Gran Valse -1896-)
- Preludes (Preludios -1896-)
- Serenata (1896)
- Barcarolle (Barcarola -1919-)
- Don't Forget to Write to Me Darling (Variada) (No olvides escribirme, cariño -1919-)
- Maritana (Grandes Selecciones) (-1919-)
- Minuet in F major (Minueto en fa mayor -1919-)
- 'Tis the Last Rose of Summer (Variada) (Es la última rosa del verano (Variada) -1919-)
- Capitol March (Marcha del Capitolio -1920-)
- Grand Fantasie of American Songs (Gran fantasía de las canciones americanas -1920-)
- Grand Fantasie on 'Annie Laurie' (Gran fantasía sobre 'Annie Laurie' -1920-)